# Little Joe 5A
La missione denominata Mercury-Little-Joe 5A fu un collaudo del sistema di salvataggio (LES)  del veicolo spaziale Mercury eseguito nell'ambito dell'omonimo programma spaziale degli Stati Uniti d'America.
Nella missione venne usata la capsula Mercury con il numero di serie 14. Il lancio della missione venne effettuato il 18 marzo 1961 da Wallops Island in Virginia. La Little Joe 5A raggiunse un apogeo di 12 km percorrendo una distanza di 29 km. La durata della missione fu di 5 minuti e 25 secondi, mentre la velocità massima raggiunta fu di 2.869 km/h. L'accelerazione misurò 8 g pari a 78 metri al secondo. La missione fu un pieno successo e la capsula Mercury con il numero di serie 14 poté essere recuperata. Il peso totale della stessa fu di 1.141 kg.
La capsula Mercury numero 14 usata nella missione Little Joe 5A attualmente è esposta presso il Virginia Air and Space Center di Hampton in Virginia.

## Statistiche
- Velocità massima raggiunta:  2.869 km/h (1.783 Mph)
- Accelerazione raggiunta: 8 g (78 m/s²)

## Galleria d'immagini

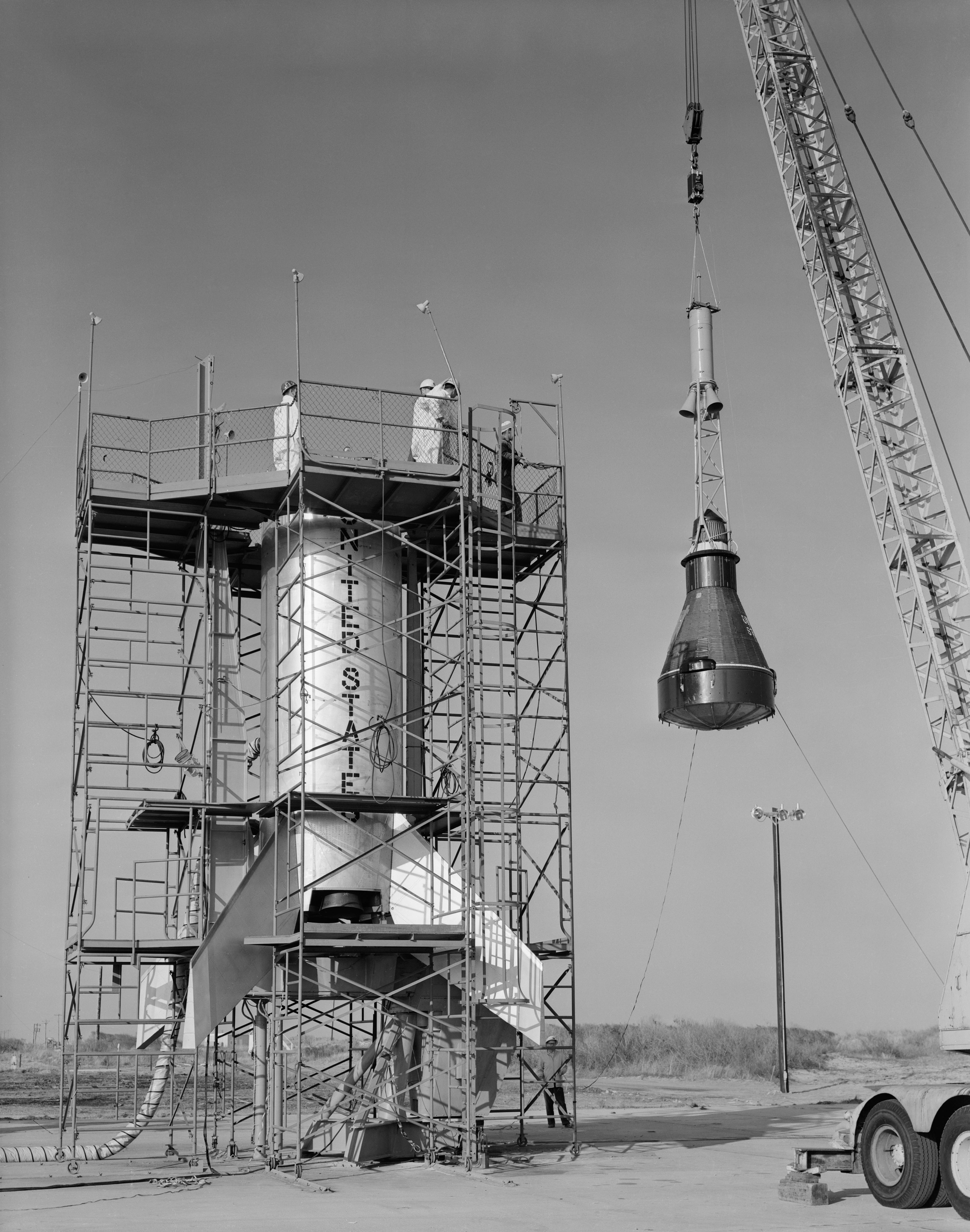
Gli ultimi preparativi, marzo 1961
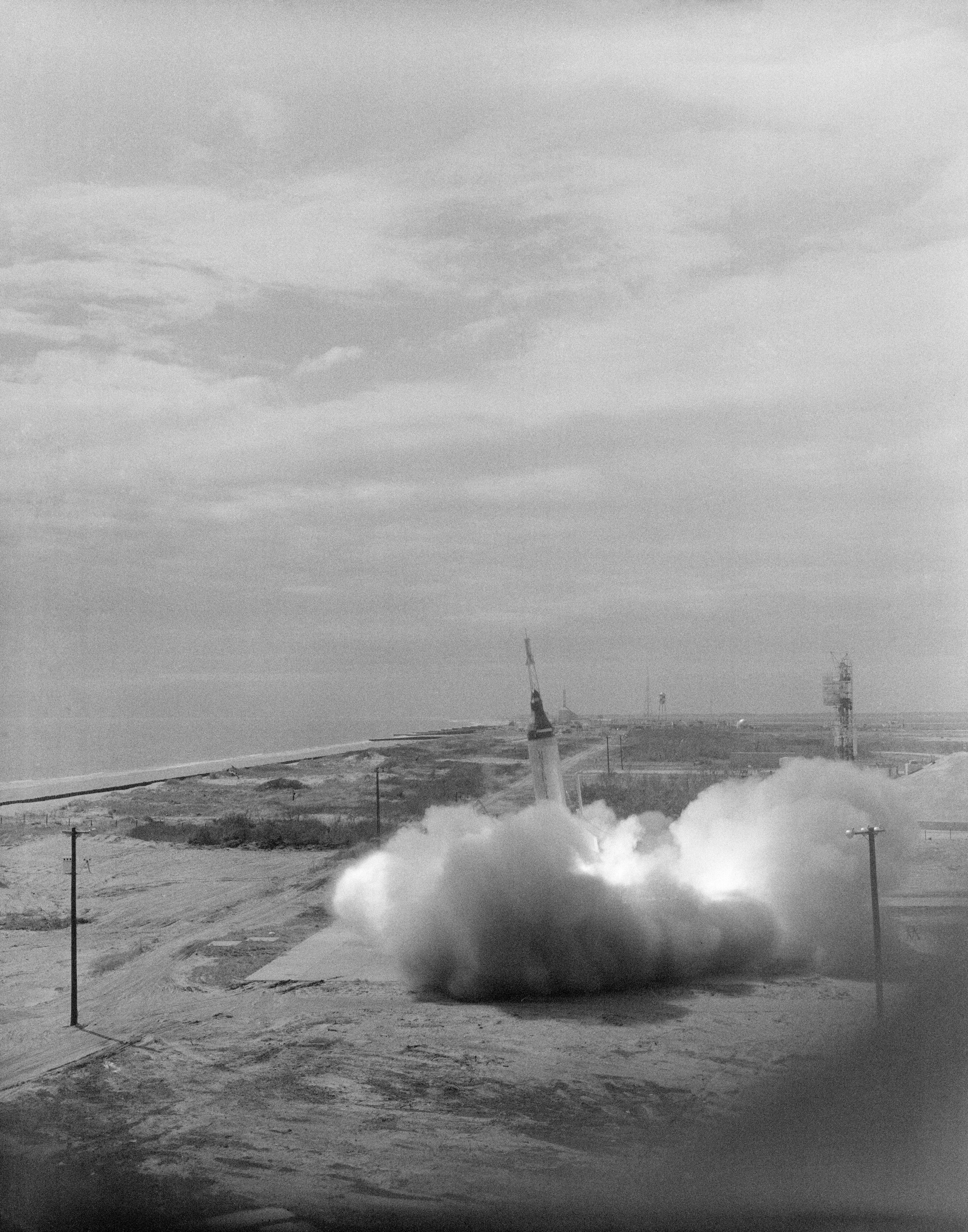
Il lancio, 18 marzo 1961
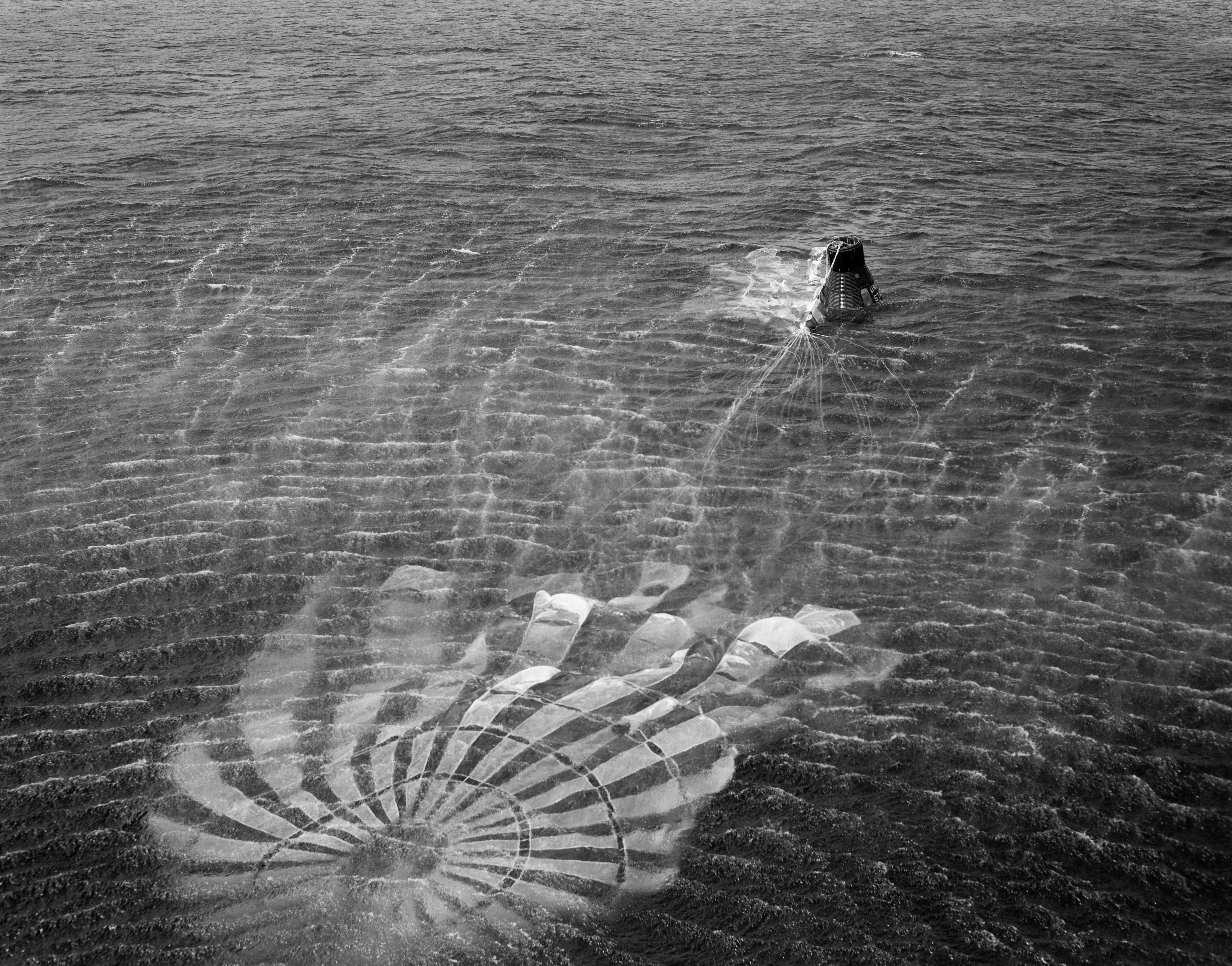
Il recupero, 18 marzo 1961